# Luděk Vlček
Luděk Vlček (5. června 1925 Praha – 27. prosince 1942 Koncentrační tábor Gross-Rosen) byl český junák, student, odbojář v období druhé světové války a oběť nacismu.

## Život

### Před druhou světovou válkou
Luděk Vlček se narodil 5. června 1925 v Praze v rodině Boženy Vlčkové a Václava Vlčka, důstojníka Československé armády a bývalého legionáře. Do roku 1935 bydlel na Hanspaulce, kde rovněž v roce 1934 začal chodit do školy, poté v bubenečské Terronské ulici. Od roku 1935 byl rovněž členem junáckého oddílu v Dejvicích.

### Druhá světová válka
Po německé okupaci v březnu 1939 vstoupil otec Luďka Vlčka Václav Vlček do protinacistického odboje v řadách Obrany národa, v čemž mu pomáhala i jeho manželka Božena Vlčková a rovněž Luděk Vlček. Z důvodu hrozby zatčení gestapem byl Václav Vlček nucen opustit Protektorát Čechy a Morava a přidat se ke vznikající Československé armádě v zahraničí. Luděk Vlček s matkou dál pokračovali v podpoře protinacistického odboje. V období první Heydrichiády začalo gestapo se zatýkáním rodinných příslušníků "nezvěstných" důstojníků a proto se Božena Vlčková ukryla. Nepředpokládala, že by mohlo z důvodu nízkého věku jejích synů dojít k jejich zatčení, a tak je zanechala v péči hospodyně Aloisie Kotýnkové. Oba její synové ale zatčeni byli a Aloisie Kotýnková, která je nechtěla opustit, se nechala zatknout s nimi. Všichni byli podrobováni výslechům neboť gestapo chtělo zjistit, kde se nacházejí oba rodiče. Zbyněk s Aloisií Kotýnkovou byli nakonec propuštěni s tím, že se Zbyněk musel do konce války pravidelně hlásit na gestapu. Luděk byl vězněn nadále a to spíše v pozici jakéhosi rukojmího, protože nebyl nikdy za nic odsouzen. Vězněn byl na  Pankráci, terezínské Malé pevnosti a koncentračním táboře Gross-Rosen, kde 27. prosince 1942 zemřel.

### Osudy rodiny Luďka Vlčka
Otec Luďka Vlčka Václav Vlček se stal významnou postavou Československé armády v zahraničí a do Československa se po válce vrátil v hodnosti brigádního generála. Matka Božena Vlčková se před gestapem skrývala rok, nakonec byla dopadena a uvězněna, válku ale přežila. Po komunistickém převratu v roce 1948 byl Václav Vlček propuštěn za armády a celá rodina emigrovala do Kanady. V nepřítomnosti byl komunistickou mocí odsouzen k trestu smrti. Hospodyně Aloisie Kotynková se provdala a žila z příjmením Exnerová.

## Vyznamenání in memoriam
- Československý válečný kříž 1939
- Junácký kříž „Za vlast“ 1939–1945 I. stupně